# Set Abominae
Set Abominae är det amerikanska heavy metal bandet Iced Earths fiktiva maskot. Han introducerades först 1998 på albumet Something Wicked This Way Comes, där han är centralfiguren på omslaget, titeln och låt-trilogin på slutet av albumet. Till skillnad från till exempel Iron Maiden (vars maskot är Eddie the Head) brukar Iced Earth inte ha sin maskot på scen under konserter.
Set Abominaes historia skildras i de två dubbelalbumen Framing Armageddon och The Crucible of Man, från 2007 och 2008 respektive.
Set Abominae skapades av Iced Earths grundare och rytmgitarrist Jon Schaffer, och det är viktigt att veta att ingenting i Set Abominaes historia har verklighetsanknytning.
2008 påbörjade Iced Earth sin turné "Worldwide Crucible", och i februari 2009 nådde de Europa där de tillsammans med Saxon är huvudakt på en turné känd som Metal Crusade.

## Uppdykanden

### Albumomslag
- Something Wicked This Way Comes (1998) - första uppdykandet
- Alive In Athens (1999)
- Horror Show (2001)
- Tribute To The Gods (2002)
- Framing Armageddon (2007) - del ett i historien om Set Abominae
- The Crucible of Man (2008)  - del två i historien om Set Abominae

### Singelomslag
- The Reckoning (2003)
- Overture of the Wicked (2007) - en aptitretare inför Framing Armageddon
- I Walk Among You (2008) - en aptitretare inför The Crucible of Man

### Originaltrilogin
Originaltrilogin om Set Abominae kommer från albumet Something Wicked This Way Comes, där den bestod av de tre avslutande låtarna.
- Prophecy
- Birth Of The Wicked
- The Coming Curse

## Biografi

### Del 1: Framing Armageddon
Set Abominaes historia börjar för 12000 år sedan. Jordens originalbefolkning var "The Setians" som härstammade från "Den store arkitekten", som skapade universum, och de ska ha varit allvetande. Människor som hade utvecklat rymdresor, invaderar jorden i jakten på "absolut makt och absolut kunskap".
The Setians förutser dock detta i sin profetia, och hinner i tid gömma undan tio tusen utvalda som gömmer sig i bergen i öst och undkommer människan.
The Setians Högsta råd, som består av Tolv äldre och Översteprästen skapar en plan för att hämnas på människorasen. De initierar "Fördunklandet" (The Clouding), som innefattar att hjärntvätta människorna och få dem att glömma varifrån de kom. När detta är slutfört så manipulerar The Setians historien genom att skapa religioner - Kristendom, Islam, Judendom, osv - för att ännu mer dela på människorna. The Setians tar människans form och skapar missförtroende och krig mellan människorna. När mänskligheten sedan delats tillräckligt väntar The Setians i tio tusen år under vilka de iscensätter jordens undergång, ("tio tusen själar, en för varje år av iscensättning"). När de tio tusen åren har gått föds Antikrist - Set Abominae - som kommer att förgöra människorasen och ge The Setians hämnden som de så länge har väntat på.

### Del 2: The Crucible of Man
Albumet berättar historien om Antikrist, Set Abominae, och börjar med hans födsel i den sjätte timmen, på den sjätte dagen, i den sjätte månaden (666). Han växer upp inom The Setians gemenskap, som går under namnet Minions of the Watch, som ska visa honom vägen till hans öde genom sin "odöende kärlek". De lär Set om hans förfäders död och hur han är menad att rädda dem från människorasen. Set får lära sig de äldres konster, så som tidsmanipulation och formändrande, och han går igenom flera prövningar och ifrågasätter även sig själv och om han faktiskt besitter styrkan att fullfölja The Setians profetia. Till slut klarar han sig igenom alla prövningar och reser sig självsäker angående sin mening. Han kröns som the "Astral Beast", vars vrede skulle befria the Setians.
Set påbörjar sitt uppdrag genom att mörda Jesus Kristus, som straff för att han innehar den andra synen (ett övernaturligt sinne som får honom att kunna förutse saker), och fortsätter sedan genom att göra detsamma med andra stora ledare genom historien. Han ska exempelvis ligga bakom mordet på John F. Kennedy.
Under tvåtusen år krossar han kungadömen under deras egen girighet, bedrägeri och deras törst efter erövring. Han kontrollerar de svaga med verktyg som religion och förklarar sin egen gudomlighet genom att tilltala sig till lögnerna och självbedrägeriet i varje människa.
Albumet slutar med att Set ser potential i människorasen, när han observerar den genom tiderna, och ger människan chansen att undkomma sitt destruktiva öde om de utvecklas från sin bristfälliga natur.
På albumet Dystopia, som inte är ett konceptalbum kring Set Abominae finns två låtar som handlar om honom. I titelspåret Dystopia har mänskligheten fängslats i polisstater. De är helt under The Setians kontroll, men har ännu inte förgjorts. Tragedy and Triumph, som utspelar sig efter The Crucible of Man, är skriven ur människornas synvinkel. De är inte längre de makttörstande erövrare som de en gång var. Istället är rollerna ombytta, och The Setians är förtryckaren. Till slut övervinner dock människorna sina motståndare, och går mot en ljusare tidsålder, då de inte ska låta samma misstag ske igen.